# DIN 137
DIN 137 er en DIN-Standart for en bølgefjederskive.
| Gevind            |  | M3  | M4  | M5  | M6  | M8  | M10  | M12 | M14 | M16 | M18 | M20 | M22 | M24 |
| ----------------- |  | --- | --- | --- | --- | --- | ---- | --- | --- | --- | --- | --- | --- | --- |
| Huldiameter D1:   |  | 3,2 | 4,3 | 5,3 | 6,4 | 8,4 | 10,5 | 13  | 15  | 17  | 19  | 21  | 23  | 25  |
| Udv. Diameter D2: |  | 8   | 9   | 11  | 12  | 15  | 21   | 24  | 28  | 30  | 34  | 36  | 40  | 44  |
| Tykkelse S:       |  | 0,5 | 0,5 | 0,5 | 0,5 | 0,8 | 1    | 1,2 | 1,6 | 1,6 | 1,6 | 1,6 | 1,8 | 1,8 |
| Højde Min. H:     |  | 0,8 | 1   | 1,1 | 1,3 | 1,5 | 2,1  | 2,5 | 3   | 3,2 | 3,3 | 3,7 | 3,9 | 4,1 |
| Højde Max. H:     |  | 1,6 | 2   | 2,2 | 2,6 | 3   | 4,2  | 5   | 6   | 6,4 | 6,6 | 7,4 | 7,8 | 8,2 |